# Aulacotoma
Aulacotoma is een kevergeslacht uit de familie van de boktorren (Cerambycidae). De wetenschappelijke naam van het geslacht werd voor het eerst geldig gepubliceerd in 1973 door Quentin & Villiers.

## Soorten
Aulacotoma is monotypisch en omvat slechts de volgende soort:
- Aulacotoma tenuelimbata (Nonfried, 1892)